# Janela
Janela, ventana ou fenestra (em desuso) é uma abertura num elemento de vedação arquitetônica, como uma parede. Possibilita a ventilação e/ou insolação dos ambientes internos.

## Tipos
- Janela em cruz
- Janela em sobrancelha
- Janela em guilhotina simples
- Janela em guilhotina dupla
- Janela em batente
- Janela em toldo
- Janela pivotante horizontal
- Janela pivotante vertical
- Janela inclinável
- Janela em travessa
- Janela basculante
- Janela em clerestório
- Janela em claraboia
- Janela saliente